# Kehtna

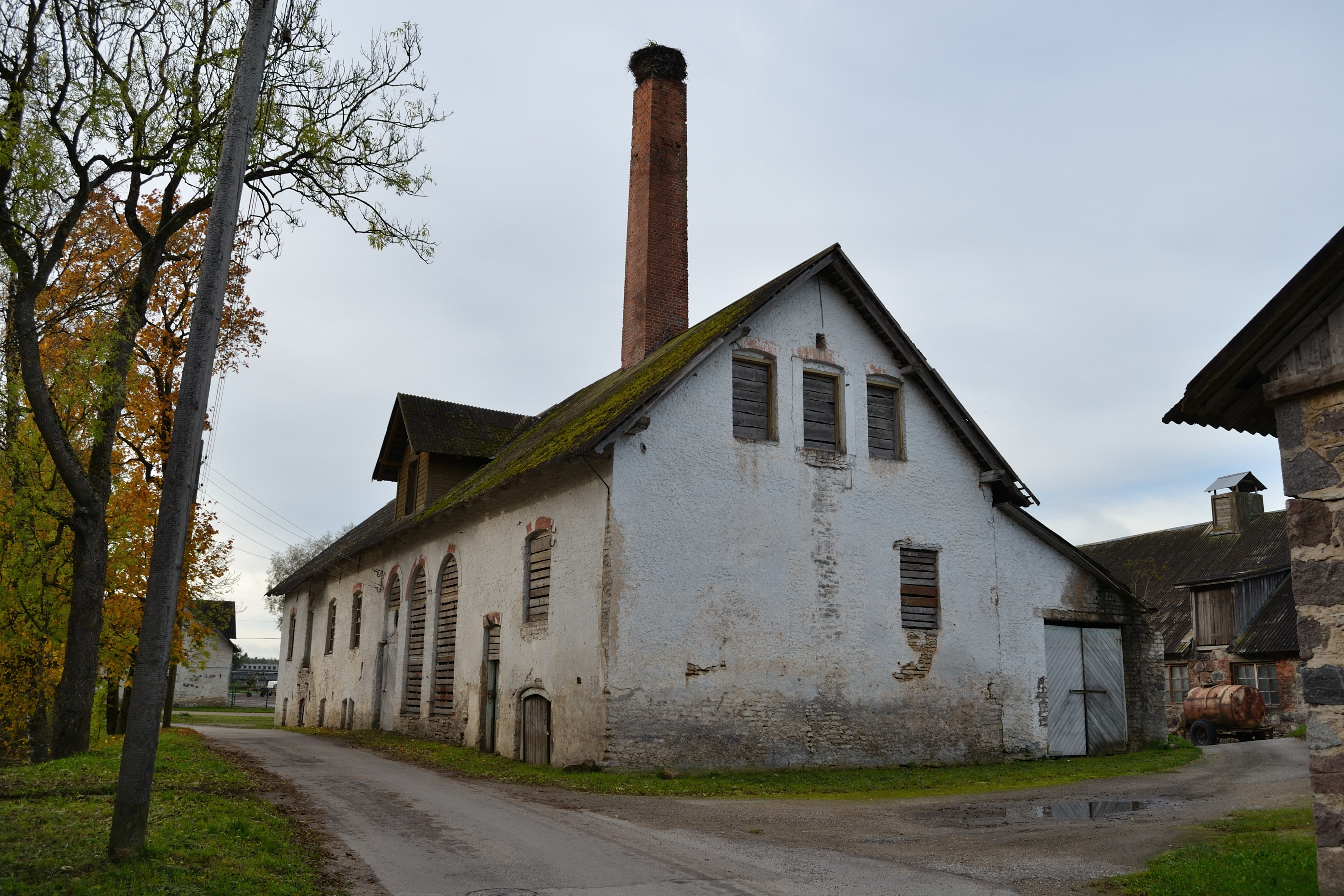

Kehtna (em estoniano:  Kehtna vald) é um município rural estoniano localizado na região de Raplamaa.